# 프리티 리듬: 오로라 드림
프리티 리듬 오로라 드림(일본어: プリティーリズム・オーロラドリーム 프리티리즈무 오로라드리무[*], 영어: Pretty Rhythm: Aurora Dream)은 다카라 토미와 신 소피아가 공동 개발한 일본의 아케이드 게임 《프리티 리듬》을 원작으로 하는 TV 애니메이션의 첫 번째 시리즈이다. 2011년 4월 9일부터 2012년 3월 31일까지 TV 도쿄 계열에서 방영되었다. 제2시리즈는 《프리티 리듬: 디어 마이 퓨처》이다. 대한민국에서 2013년 9월 7일부터 카툰 네트워크에서 더빙판을 방영하였고 이후 애니맥스에서는 12월 19일까지 방영했다.

## 의상 아이템
- 천사 코디 (캐논)
- 악마 코디 (세레나)
- 천사일까? 악마일까? 코디 (카나메/크리스)
- 러블리 스타 탄생 코디(아이라/아이라)
- 팝 스타 탄생 코디 (리듬)
- 섹시 쿨 원피스 (미온)
- 퓨어 크리스탈 하이힐 (카나메)
- 퓨어 화이트 웨딩 (리듬, 카나메)
- 퓨어 프레쉬 웨딩 (미온)
- 퓨어 프리미엄 웨딩 (아이라)

## 대회(세션)
- 썸머 퀸 대회
- 크리스탈 하이힐 컵
- 프리즘 퀸 컵

## 주인공

#### 아이라의남동생&마르스(MARs)&콜링스(Callings) 1
프리티 톱에 이전부터 소속되어 있던 선배 프리즘 스타로 현재는 자기들의 활동 외에 후배들의 교육도 맡고 있다. 그룹 이름의 유래는 각 멤버 이름의 앞 자를 따온 것이다. 멤버 하루네 아이라는 프리즘 스타로 활동중인 하루네 이츠키의 누나이자 콜링스의리더 쇼와 연애중이다. 콜링스의리더 쇼는 마르스의 하루네 아이라와 연애중이다,
- 하루네 이츠키/미키

성우 : 쿠마이 모토코 / 이선호
원래는 스포츠닥터가 꿈이었으나 우연히 프리즘 쇼의 세계에 발을 들여놓게 된다. 누나인 아이라와 같이 프리즘 스타로 활동중이다.
가족 : 마르스 하루네 아이라, 인피니트 하루카 미가온/레이(사촌), 동생 하루네 유루, 하루네 에루
- 하루네아이라/아라

- 성우 : 아스미 카나 / 박신희
- 주요 코디 : 퓨어 프리미엄 웨딩
20세, 우유부단하고 푼수끼가 있지만 프리즘 쇼에 있어서는 대단히 열정적이고 긍정적이다. 옷의 목소리가 들린다고 말할 정도로 패션과 디자인 등에 관심이 많아 세라사장이 한때는 디자이너로의 직종전환을 고려하기도 했었다. 프리즘 쇼의 기획에도 도전하고 있는 듯 하다. 콜링스리더 쇼와는 1기의 전반반이상을 친구로 지내다가 1기의 후반부전체에서는 썸타고 연애를 하다가 2기전체에서는 연인으로 발전하게 됐다. 쇼가 좋아하는 사람이다. 쇼의 프리티 탑의 후배이다.
연인 : 콜링스리더 쇼우(연애중)
가족 : 러브 믹스 하루네 이츠키, 인피니트 하루카 미가온/레이 동생: 하루네 유루, 하루네 에루
좋아하는 마르스 멤버 : 타카미네미온
프리티 톱의 인피니트의 레이가 선배 그룹인 콜링스 리더 쇼우 선배에게 아이라/아라를 부탁하면서 연애중이다.
프리즘 점프 : 후레쉬 후르츠 바스켓, 마르스 피닉스,무한 허그 이터널, 오로라 라이징 드림
프리즘 액트 : 해피 스마일 드레스, 로드 투 심포니아
- 쇼우/셰인

성우 : 콘도 타카시 / 심승한
프리티 톱의 남성그룹 콜링스의 리더이자 프리즘 스타로 프리티 톱의 의류브랜드인 '프리즘 스톤' 가게의 디자이너 겸 주인이다. 현재는 프리즈미의 의상을 담당하고 있다. 마르스 아이라와는 1기의 전반반이상을 친구로 지내다가 1기의 후반부전체에서는 썸타고 연애를 하다가 2기전체에서는 연인으로 발전하게 됐다. 하루네 아이라와 같은 프리티 탑의 소속 남성 프리즘 스타로 하루네 아이라의 선배에 해당된다. 하루네 아이라가 좋아하는 대상이며 , 쇼 본인 또한 아이라를 좋아하고 있다. 아이라는 티비에 나오는 쇼만 보면 얼굴이 빨개진다. 동생인 이츠키가 쇼형에게 초콜릿줄꺼냐며 물아봤다.
연인 : 마르스 하루네아이라(연애중)
친구 : 윤수
프리즘 액트 : 슈퍼 밀키웨이 러브

#### 마르스(MARs)&콜링스(Callings) 2
프리티 톱에 이전부터 소속되어 있던 선배 프리즘 스타로 현재는 자기들의 활동 외에 후배들의 교육도 맡고 있다. 그룹 이름의 유래는 각 멤버 이름의 앞 자를 따온 것이다.
- 아마미야리즈무/리듬

- 성우 : 하라 사유리 / 한경화
- 주요 코디 : 퓨어 화이트 웨딩
20세, 과거에 유명한 프리즘 스타였던 소나타의 딸이며, 운동 신경이 뛰어나지만 대신 이상한 패션감각을 가지고 있다.
남편 : 콜링스 토도 히비키
프리즘 점프 : 마르스 피닉스, 언리미티드 러브 샤워, 오로라 라이징 파이널,스타더스트 샤워
프리즘 액트 : 오로라 메모리얼
- 토도히비키/케빈

성우 : 오사히 켄이치로 / 심승한
콜링스에 소속된 프리즘 스타로 같은 소속사인 마르스의 리듬과 비밀 한 가지를 가지고 있다.
아내 : 마르스 아마미야 리즈무
동생 : 세레논 토도 캐논
프리즘 액트 : 슈퍼 밀키웨이 러브

#### 마르스(MARs)&콜링스(Callings) 마지막
프리티 톱에 이전부터 소속되어 있던 선배 프리즘 스타로 현재는 자기들의 활동 외에 후배들의 교육도 맡고 있다. 그룹 이름의 유래는 각 멤버 이름의 앞 자를 따온 것이다.
- 타카미네미온/메이

-성우 : 카타오카 아즈사 / 윤승희
- 주요 코디 : 퓨어 프레쉬 웨딩 , 로맨틱 나이트 웨딩
21세, 원래는 인기 모델 출신인 프리즘 스타이다. 아동용 특촬물 '마법소녀 메이'에서 연기자로도 활동하고 있다. 아이라가 동경하는 멤버이다.
친구 : 콜링스 휴가 와타루
프리즘 점프 : 마르스 피닉스, 달콤 꿀 키스, 엔젤 키스, 이터널 빅뱅, 뷰티풀 월드
프리즘 액트 : 샤이닝 오아시스 트래블러
- 휴가와타루/타미

성우 : 오카모토 노부히코 / 이원찬
콜링스에 소속된 프리즘 스타로 미온을 짝사랑 하고 있다.
친구 : 마르스 타카미네 미온
프리즘 액트 : 슈퍼 밀키웨이 러브

#### 세레논 위드 카일리,Serenon With K(SereNon with Kylie)
세레논(세레나, 캐논)은 원래 다른 소속사 출신이었으나 오로라 드림 이후로 프리티 톱으로 이적한 선배 프리즘 스타로 만담개그 같은 것을 주로 선보인다. 그룹 이름의 유래는 구성원 두 사람 이름을 합친 것이다. 일본판에서는 두 명 모두 오사카 사투리를 사용한다. 메이와 같이 '마법소녀 미온'에 조연으로 출연하고 있다. 카일리는 오로라드림에서 세레논과 같이 활동하다가 현재는 프리티 톱에 소속되어 세레논과 같이 활동하고 있다.
- 죠노우치세레나/세레나

- 성우 : 요네자와 마도카 / 김현지
- 주요 코디 : 악마 코디
세레논의 멤버로 채경과 예전부터 알고 지낸 사이이다.
프리즘 점프 : 스페이스 스크류 스파이럴, 해트트릭 스타, 프리즘 파이어 로즈 허리케인, 프리즘 유니콘 디스트로이, 프리즘 레인보우 허리케인 맥시멈
프리즘 액트 : 만담 프린세스, 슈퍼 히로인 걸
- 토도캐논(캐논)

- 성우 : 아케사카 사토미 / 박신희
- 주요 코디 : 천사 코디
세레논의 멤버이다.
오빠 : 콜링스 토도 히비키
프리즘 점프 : 팝 플라워 다이브, 해트트릭 스타, 프리즘 파이어 로즈 허리케인, 프리즘 유니콘 디스트로이, 프리즘 레인보우 허리케인 맥시멈
프리즘 액트 : 만담 프린세스, 슈퍼 히로인 걸
- 아마미야카나메(카일리, 크리스),(오로라드림 풀네임:크리스카나메)

- 성우 : 이토 카나에 / 한경화
- 주요 코디 : 천사일까? 악마일까? 코디
세레논의 멤버는 아니나 오로라드림에서는 임시로 세레논과 한 팀으로 활약한 적이 있는 프리즘 스타의 소녀. 그래도 현재는 세레논의 정식 멤버처럼 보인다. 현재는 프리티 톱에 소속되어 있으며 세레논과 같이 '마법소녀 미온'에 고정출연하고 있다.
프리즘 점프 : 프레시 바나나 바스켓, 해트트릭 스타, 프리즘 파이어 로드 허리케인, 프리즘 유니콘 디스트로이, 레인보우 라이징
프리즘 액트 : 슈퍼 히로인 걸

#### 프리티 탑 스태프
- 아세치쿄코(세라)

성우 : 하야미즈 리사 / 윤승희
프리티 탑의 사장이다. 돈 버는 일에 관심이 많아 조그마한 이익이라도 있는 곳에는 눈에 불을 켜고 달려드는 성격이다. 그 자신도 과거에 프리즘 스타로 활동한 경력이 있다.
- 타키카와쥰(준)

성우 : 치바 스스무 / 남도형
프리티 탑의 매니저로 세라의 이복 남동생이다. 차분한 듯 보이지만 가끔씩 주변 상황을 묘사하기 위해 알 수 없는 말을 하기도 한다. 마르스의 프리즘 쇼에서 소동을 벌인 아미의 가능성을 알아보고 프리티 탑으로 끌고 온 장본인이다. 가끔씩 망토를 두르고 가면을 쓴 분장을 한 채 '프리즘 에이스'라는 이름으로 나타나서 의미심장한 말을 남기고 사라지곤 하는데 다른 사람들은 모두 알아보지만 아미는 알아보지 못한다.
- 펭귄선생님

성우 : 미야케 겐타 / 이원찬
프리티 탑의 댄스 강사. 스스로는 조류라고 주장하지만 인간의 말을 할 수 있으며 가발을 쓰고 있으며 페어챔 비비와 대립한다.
- 야마다야마오(마이클)

성우 : 심승한
프리티 탑의 연습실인 프리티 탑 스쿨의 관리인이다. 기묘한 복장을 하고 있고 펭귄 선생과 항상 같이 다닌다. "야마다입니다.","야마오 입니다."가 말버릇이다.
- 안경언니(매기)

성우 : 이토 카나에/배주영
프리티 탑 의상실을 관리하는 사람으로 의상실에 비치된 기계(프리즘스톤 메이커)를 사용하여 디자이너들이 제작한 의상을 프리즘스톤으로 옮기거나 프리즘스톤에 담긴 의상을 프리즘스타에게 입히는 역할을 한다.
- K코치(로사)

- 성우 : 윤성혜
쿄코와 쥰의 어머니이자 전직 프리즘 스타로 전직 배우이자 윤수 남매의 어머니였던 명자와 함께 Mr.K가 일으킨 이 사건에 휘말렸던 인물이였다. Mr.K의 음모를 막기위해 프리즘 쇼 세계의 안위를 걱정하고 있으며 타로카드 점을 쳐서 미래에 있을 일을 예견하고 경고하기도 한다.
- 쇼우/셰인

성우 : 콘도 타카시 / 심승한
프리티 톱의 남성그룹 콜링스의 리더이자 프리즘 스타로 프리티 톱의 의류브랜드인 '프리즘 스톤' 가게의 디자이너 겸 주인이다. 현재는 프리즈미의 의상을 담당하고 있다. 마르스 아이라와는 1기의 전반반이상을 친구로 지내다가 1기의 후반부전체에서는 썸타고 연애를 하다가 2기전체에서는 연인으로 발전하게 됐다.
연인 : 마르스 하루네아이라(연애중)
친구 : 윤수
- 하루네아이라/아라

- 성우 : 아스미 카나 / 박신희
20세, 우유부단하고 푼수끼가 있지만 프리즘 쇼에 있어서는 대단히 열정적이고 긍정적이다. 옷의 목소리가 들린다고 말할 정도로 패션과 디자인 등에 관심이 많아 세라사장이 한때는 디자이너로의 직종전환을 고려하기도 했었다. 프리즘 쇼의 기획에도 도전하고 있는 듯 하다. 콜링스리더 쇼와는 1기의 전반반이상을 친구로 지내다가 1기의 후반부전체에서는 썸타고 연애를 하다가 2기전체에서는 연인으로 발전하게 됐다. 현재는 동생인 이츠키와 같이 프리즘 스타로 활동중이다.
연인 : 콜링스리더 쇼우(연애중)
가족 : 러브 믹스 하루네 이츠키, 동생: 하루네 유루, 하루네 에루
사촌/후배 : 인피니트 하루카 미가온 / 레이
프리티 톱의 인피니트의 레이가 선배 그룹인 콜링스 리더 쇼우 선배에게 아이라/아라를 부탁하면서 연애중이다.
- 휴가와타루/타미

성우 : 오카모토 노부히코 / 이원찬
콜링스에 소속된 프리즘 스타로 미온을 짝사랑 하고 있다.
친구 : 마르스 타카미네 미온
- 타카미네미온/메이

-성우 : 카타오카 아즈사 / 윤승희
21세, 원래는 인기 모델 출신인 프리즘 스타이다. 아동용 특촬물 '마법소녀 메이'에서 연기자로도 활동하고 있다.
친구 : 콜링스 휴가 와타루

#### 페어치어
프리티 리듬: 오로라 드림에서는 마르스의 댄스 코치였으나 현재는 페어챔들의 선생님으로 진급한 상태이다. 펭귄 선생님을 보조하는 역할을 하며 스태프가 부족한 프리티 톱에서 잡다한 일을 도맡아 하기도 한다. 말끝마다 "치어"를 붙인다.
- 라비치 : 하루네아이라/아라의 페어치어
- 키티치 : 타카미네미온/미온의 페어치어
- 베어치 : 아야미야리즈무/리듬의 페어치어

## 회차 목록
| 회차             | 제목                                       | 방송일[카툰네트워크 채널] |
| ---------------- | ------------------------------------------ | ------------------------- |
| 제01화           | 스타 탄생                                  | 2013년 9월 7일            |
| 제02화           | 리듬, 진정한 점프!                         | 2013년 9월 7일            |
| 제03화           | 수상한 코치! 라비치와 베어치               | 2013년 9월 14일           |
| 제04화           | 가슴 떨리는 부활절 행사!                   | 2013년 9월 14일           |
| 제05화           | 아빠는 모르는 패션쇼!                      | 2013년 9월 28일           |
| 제06화           | 프리즘의 영광이여, 영원히 이곳에!          | 2013년 9월 28일           |
| 제07화           | 절교? 아이라와 리듬의 다툼                 | 2013년 10월 5일           |
| 제08화           | 리듬의 위기, 시험공부 대작전!              | 2013년 10월 5일           |
| 제09화           | 학교 축제와 비밀스런 약속!                 | 2013년 10월 12일          |
| 제10화           | 비온 뒤의 러블리 레인보우                  | 2013년 10월 12일          |
| 제11화           | 개막! 티아라 대회                          | 2013년 10월 19일          |
| 제12화           | 승리의 티아라는 누구 손에!?                | 2013년 10월 19일          |
| 제13화           | 앤디의 눈물!                               | 2013년 10월 26일          |
| 제14화           | 미온, 스위치 온!                           | 2013년 10월 26일          |
| 제15화           | 두근두근 뛰는 뜨거운 가슴!                 | 2013년 11월 2일           |
| 제16화           | 캣치의 시련!                               | 2013년 11월 2일           |
| 제17화           | 케이크 훈련으로 보낸 여름 방학!            | 2013년 11월 9일           |
| 제18화           | 밤하늘에 피어나는 사랑 느낌!               | 2013년 11월 9일           |
| 제19화           | 듀엣 결정! 운명의 일일 데이트!             | 2013년 11월 16일          |
| 제20화           | 라이벌이 나타났다, 세레나데와 캐논 등장!   | 2013년 11월 16일          |
| 제21화           | 혼란스러운 섬머 퀸 대회!                   | 2013년 11월 23일          |
| 제22화           | 너에게 스케이트 자리의 축복을!             | 2013년 11월 23일          |
| 제23화           | MARs의 떨리는 연예계 데뷔!                 | 2013년 11월 30일          |
| 제24화           | 프리즘 스타의 개그 대결!                   | 2013년 11월 30일          |
| 제25화           | 우정의 맹세, 오로라의 날개!                | 2013년 12월 7일           |
| 제26화           | 요점만 정리한, 승리의 프리티 레시피!       | 2013년 12월 7일           |
| 제27화           | 사이판 해변의 돌고래 비너스                | 2013년 12월 14일          |
| 제28화           | 고집불통 사장님의 벌꿀 키스                | 2013년 12월 14일          |
| 제29화           | 승리를 위해 트리오 점프에 도전!            | 2013년 12월 21일          |
| 제30화           | 두근두근 할로윈 데이, 행복한 사랑을 꿈꾸며 | 2013년 12월 21일          |
| 제31화           | 아이라와 플레어의 공동 작업                | 2013년 12월 28일          |
| 제32화           | 폭소! 세레논의 좌충우돌 만담 수행          | 2013년 12월 28일          |
| 제33화           | 아이라와 신비한 소녀                       | 2014년 1월 4일            |
| 제34화           | 사랑일까? 연예계 사랑 쟁탈전               | 2014년 1월 4일            |
| 제35화           | 마르스의 드림 콘서트                       | 2014년 1월 11일           |
| 제36화           | 크리스는 천사? 아니면 악마?                | 2014년 1월 11일           |
| 제37화           | 격투! 크리스탈 하이힐 컵!                  | 2014년 1월 18일           |
| 제38화           | 기적의 눈이 내리는 밤에                    | 2014년 1월 18일           |
| 제39화           | 특집 방송, 프리즘 쇼의 매력 분석!          | 2014년 1월 25일           |
| 제40화           | 저마다의 결의                              | 2014년 1월 25일           |
| 제41화           | 퓨어 프리미엄 웨딩의 소원                  | 2014년 2월 8일            |
| 제42화           | 리듬과 소나타, 운명의 재회                 | 2014년 2월 8일            |
| 제43화           | 우정의 퓨어 화이트 웨딩                    | 2014년 2월 15일           |
| 제44화           | 달콤 쌉싸름한 밸런타인데이                 | 2014년 2월 15일           |
| 제45화           | 빛을 찾아 부에노스아이레스로               | 2014년 2월 22일           |
| 제46화           | 대결! 아이라 대 리듬                       | 2014년 2월 22일           |
| 제47화           | 결승을 향해                                | 2014년 3월 1일            |
| 제48화           | 소나타의 겨울                              | 2014년 3월 1일            |
| 제49화           | 날아올라라, 오로라의 날개                  | 2014년 3월 8일            |
| 제50화           | 새로운 프리즘 퀸의 탄생                    | 2014년 3월 8일            |
| 제51화[마지막회] | 꿈은 계속된다                              | 2014년 3월 15일           |